# Genetta maculata
Genetta maculata är en däggdjursart som först beskrevs av Gray 1830. Genetta maculata ingår i släktet genetter och familjen viverrider. Inga underarter finns listade.
Denna genett är nära släkt med storfläckig genett (Genetta tigrina) och Genetta pardina. Enligt olika publikationer från 2000-talet föreställer Genetta maculata en sammanfattning av flera arter som hittills saknar beskrivning.

## Utseende
Hannar når en kroppslängd (huvud och bål) av 44,3 till 52,1 cm, en svanslängd av 41,4 till 53,5 cm och en vikt av 1,4 till 3,2 kg. Honor är med en kroppslängd av 41,1 till 49,9 cm, en svanslängd av 39,5 till 54 cm och en vikt av 1,3 till 2,5 kg lite mindre. Bakfötterna är 8 till 9,8 cm långa och öronen är 4,1 till 6,5 cm stora. Djurets päls på ovansidan har en grundfärg som varierar mellan gulgrå, blek rödgrå och ljusgul. Undersidans grundfärg är ännu ljusare och inte rödaktig. En mörk rödbrun till svart längsgående linje sträcker sig över ryggens topp. Håren i denna linje är inte förlängda som hos några andra genetter och de bildar igen kam. Närmast ryggens topp bildar de rödbruna till svarta fläckarna rader och längre ner på bålen blir fläckarna mindre och oordnade.
En smal svart linje sträcker sig från nosen till hjässan. Tillsammans med andra mörka strimmor kring nosen och vita fläckar kring ögonen bildar den en ansiktsmask. På svansen förekommer 7 till 9 ljusa ringar som blir smalare fram mot spetsen och mellan dessa finns mörka ringar. Extremiteternas utsidor har flera mörka fläckar. Hos ungdjur är fläckarnas fördelning på bålen mer slumpmässig. Hos honor förekommer två par spenar. Arten har i varje käkhalva 3 framtänder, 1 hörntand, 4 premolarer och 2 molarer.

## Utbredning
Arten förekommer i stora delar av Afrika söder om Sahara. Utbredningsområdet sträcker sig från Burkina Faso och Eritrea söderut till centrala Angola och östra Sydafrika. Habitatet varierar mellan tropiska regnskogar, fuktiga savanner, buskskogar, jordbruksmark och utkanter av människans samhällen. Genetta maculata saknas vanligen i alltför torra områden.

## Ekologi
Denna genett är aktiv mellan skymningen och gryningen. Den sover på dagen i trädens bladverk, under trädens rötter eller i liknande gömställen. Ibland används övergivna bon av jordsvinet eller av större gnagare. Genetta maculata är främst köttätare men vid utebliven jaktlycka kan den äta frukter, bär och frön. I Zambia hade flera exemplar bara gnagare som byten och i andra regioner jagas även fåglar, ödlor, groddjur och ryggradslösa djur. Vid människans samhällen faller några höns och påfåglar offer för arten. Kadaver äts bara i undantagsfall.
Exemplar av olika kön har överlappande revir och under parningstiden lever en hanne tätare ihop med en hona. Territoriet markeras med körtelvätska, urin och avföring samt med skrapmärken på träd. Latriner används vanligen flera gånger. Ibland lämnar andra genetter eller manguster sin avföring vid samma latrin.
Genetta maculata går ofta på marken och har bra förmåga att klättra i träd. I centrala Afrika förekommer två parningstider, under våren respektive hösten. Längre söderut sker ungarnas födelse under sommaren (oktober till februari på södra jordklotet). Honan är dräktig 70 till 77 dagar och sedan föds två till fem ungar. Födelsen sker i ihåliga trädstammar som ligger på marken, i lövansamlingar eller i övergivna byggnader. Nyfödda ungar är blinda men de har redan fin päls. Ungarna öppnar sina ögon efter cirka 10 dagar och de börjar efter ungefär 6 veckor med fast föda. I genomsnitt 28 veckor efter födelsen kan ungarna jaga självständiga.

## Status
Kött från arten säljs på marknader för bushmeat. Ibland dödas individer av människor som vill skydda sina höns. En beståndsminskning i begränsade områden kan förekomma. IUCN kategoriserar arten globalt som livskraftig.